# Zimowe Mistrzostwa Polski Seniorów w Lekkoatletyce 1951
13. Zimowe mistrzostwa Polski Seniorów w Lekkoatletyce – zawody sportowe, które rozegrano 17 i 18 lutego 1951 w hali Wojewódzkiego Ośrodka Szkolenia Sportowego w Poznaniu. Były to ostatnie oficjalne halowe mistrzostwa Polski seniorów do 1973. W latach 1954–1956 rozgrywano zawody halowe, którym wówczas nie nadawano rangi mistrzostw Polski, chociaż obecnie niekiedy są za takie uznawane.

## Rezultaty

### Mężczyźni
| Konkurencja:              | 1. miejsce                                                                 | Rezultat | 2. miejsce                                                                                 | Rezultat | 3. miejsce                                                                            | Rezultat |
| Bieg na 80 m              | Emil Kiszka Unia Krywałd                                                   | 8,9      | Henryk Mach Budowlani Gdańsk                                                               | 9,0      | Gerard Mach Budowlani Gdańsk                                                          | 9,0      |
| Bieg na 800 m             | Wiesław Werbliński Kolejarz Warszawa                                       | 2:05,7   | Andrzej Jackiewicz Gwardia Lublin                                                          | 2:08,6   | Tadeusz Bartecki Stal Poznań                                                          | 2:10,2   |
| Bieg na 3000 m            | Mieczysław Lewicki Kolejarz Toruń                                          | 9:05,9   | Edmund Potrzebowski AZS Szczecin                                                           | 9:07,6   | Władysław Płonka Włókniarz Częstochowa                                                | 9:16,2   |
| Bieg na 80 m przez płotki | Tadeusz Krzyżanowski Spójnia Gdańsk                                        | 11,4     | Wilhelm Wilczek Unia Krywałd                                                               | 11,5     | Jan Skałbania AZS Poznań                                                              | 11,6     |
| Sztafeta 4 × 100 m        | Budowlani Gdańsk Zygmunt Tomaszewski Henryk Mach Jerzy Rabenda Gerard Mach | 50,1     | Włókniarz Łódź Tadeusz Antonowicz Aleksander Puchowski Zbigniew Tułowski Tadeusz Pawłowski | 50,6     | Gwardia Warszawa Lech Silski Tadeusz Starybrat Konstanty Korzeniecki Adolf Dęcikowski | 50,8     |
| Sztafeta 3 × 800 m        | Spójnia Wrocław Małaszkiewicz Mieczysław Długoborski Czesław Kuśmierek     | 6:29,1   | Kolejarz Warszawa Jerzy Witulski Jana Wiesław Werbliński                                   | 6:35,8   | Spójnia Gdańsk Stanisław Kozakiewicz Jerzy Witkowski Andrzej Kasprzycki               | 6:36,8   |
| Skok wzwyż                | Józef Cecuła Budowlani Gdańsk                                              | 1,80     | Zbigniew Lewandowski Budowlani Wrocław                                                     | 1,80     | Jan Skałbania AZS Poznań                                                              | 1,80     |
| Skok o tyczce             | Andrzej Krzesiński Spójnia Gdańsk                                          | 3,60     | Marian Małecki Sparta Wrocław                                                              | 3,60     | Ryszard Groman Ogniwo Białystok                                                       | 3,50     |
| Skok w dal                | Emil Kiszka Unia Krywałd                                                   | 6,89     | Rajmund Gawkowski Kolejarz Warszawa                                                        | 6,59     | Jerzy Gizelewski Budowlani Wrocław                                                    | 6,51     |
| Trójskok                  | Zygfryd Weinberg Gwardia Bydgoszcz                                         | 13,37    | Stanisław Kowal Ogniwo Warszawa                                                            | 13,09    | Ludwik Dziewolski Gwardia Warszawa                                                    | 13,06    |
| Trójskok z miejsca        | Bohdan Kozerski Budowlani Gdańsk                                           | 8,94     | Wacław Kuźmicki Budowlani Chorzów                                                          | 8,92     | Tadeusz Krzyżanowski Spójnia Gdańsk                                                   | 8,77     |
| Pchnięcie kulą            | Mieczysław Łomowski Budowlani Gdańsk                                       | 14,55    | Tadeusz Krzyżanowski Spójnia Gdańsk                                                        | 14,49    | Sławomir Zieleniewski Budowlani Gdańsk                                                | 13,51    |

### Kobiety
| Konkurencja:              | 1. miejsce                                                                    | Rezultat | 2. miejsce                                                                          | Rezultat | 3. miejsce                                                                      | Rezultat |
| Bieg na 80 m              | Irena Kuźmicka Budowlani Chorzów                                              | 10,6     | Genowefa Minicka Budowlani Szczecin                                                 | 10,7     | Elżbieta Bocian Budowlani Gdańsk                                                | 10,8     |
| Bieg na 500 m             | Elżbieta Bocian Budowlani Gdańsk                                              | 1:33,9   | Czesława Gryczka Stal Stalowa Wola                                                  | 1:34,7   | Zofia Walkiewicz Stal Poznań                                                    | 1:35,0   |
| Bieg na 80 m przez płotki | Aniela Mitan Włókniarz Kraków                                                 | 13,5     | Janina Peska Włókniarz Łódź                                                         | 13,8     | Barbara Maciejak AZS Poznań                                                     | 13,9     |
| Sztafeta 4 × 100 m        | Budowlani Chorzów Ryszarda Dąbek Halina Pielesz Urszula Burzyk Irena Kuźmicka | 59,2     | Budowlani Gdańsk Honorata Gutkowska Gabriela Hećko Helena Czerska Mieczysława Moder | 1:00,5   | Kolejarz Toruń Felicja Orsztynowicz Aleksandra Bartkowiak Staniszewska Nogajska | 1:00,8   |
| Skok wzwyż                | Jadwiga Białkowska AZS Poznań                                                 | 1,44     | Danuta Ronczewska Gwardia Wrocław                                                   | 1,44     | Róża Toman Budowlani Chorzów                                                    | 1,39     |
| Skok w dal                | Helena Gburek Spójnia Grudziądz                                               | 5,19     | Teresa Wasserab Spójnia Warszawa                                                    | 4,87     | Felicja Orsztynowicz Kolejarz Toruń                                             | 4,67     |
| Trójskok z miejsca        | Janina Janiszewska Kolejarz Kraków                                            | 6,80     | Genowefa Minicka Budowlani Szczecin                                                 | 6,79     | Gabriela Hećko Budowlani Gdańsk                                                 | 6,77     |
| Pchnięcie kulą            | Magdalena Breguła Stal Katowice                                               | 12,59    | Wanda Flakowicz Stal Gliwice                                                        | 11,24    | Elżbieta Krysińska Spójnia Warszawa                                             | 10,85    |